# Подлинная Ирландская республиканская армия
Подлинная Ирландская республиканская армия, или Подлинная ИРА (англ. Real Irish Republican Army / Real IRA / RIRA), сокращённо ПИРА; известная с 2012 года как Новая Ирландская республиканская армия, или Новая ИРА (англ. New Irish Republican Army / New IRA / NIRA), сокращённо НИРА, также известная как Добровольцы Ирландии (ирл. Óglaigh na hÉireann), — военизированная организация, придерживающаяся идеологии ирландского республиканизма, выступающая за продолжение вооружённой борьбы за объединение Республики Ирландия и Северной Ирландии в единое государство. Среди ирландских республиканцев считается диссидентской. В Великобритании и США признана террористической, её деятельность запрещена законами. Предположительно, насчитывала на сентябрь 2012 года от 250 до 300 человек.
Подлинная ИРА образовалась в 1997 году после раскола во Временной ИРА, когда не все её члены приняли идею о прекращении огня и перемирии между католиками и протестантами. Как и многие другие, Подлинная ИРА считает себя единственным законным правопреемником исконной Ирландской республиканской армии. Её деятельность объявлена вне закона в Республике Ирландии, в Великобритании согласно Акту о терроризме она признана террористической, в США её внесли в список террористических согласно распоряжению Госдепартамента США. С момента своего образования Подлинная ИРА вела вооружённую борьбу против полицейской службы Северной Ирландии (ранее — Королевской полиции Ольстера) и Британской армии. Среди непримиримых противников Белфастского соглашения она считается крупнейшей и наиболее активной, с точки зрения британских спецслужб. «Подлинные» совершали неоднократные вооружённые нападения, обстреливая своих противников из стрелкового оружия, взрывая бомбы и гранаты, а также ведя обстрел из самодельных миномётов и гранатомётов. Подлинная ИРА берёт на себя ответственность за многие взрывы в Северной Ирландии и Англии, которые совершали с целью подрыва экономики или организации паники в стране.
Крупнейшим терактом, совершённым Подлинной ИРА, стал взрыв в Оме в 1998 году, унёсший жизни 29 человек. После этого на два года повстанцы прекратили выступления, однако возобновили их с новой силой в 2000 году. В марте 2009 года они взяли на себя ответственность за нападение на казармы Массерин, в результате которого погибли 2 человека (первая гибель британских солдат впервые с 1997 года). С другой стороны, Подлинная ИРА занимается не только политической деятельностью, но и самосудом над организованными преступными группировками и криминальными авторитетами (преимущественно наркодилерами). В Дублине членов Подлинной ИРА обвиняли в пытках и особо жестоких убийствах, а также кровной вражде с бандитскими группировками. В июле 2012 года было объявлено, что вооружённые группировки наподобие Республиканского действия против наркотиков объединяются с Подлинной ИРА. Сами же члены Подлинной ИРА не признают такое название и называют себя просто «Ирландской республиканской армией».

## Образование
В июле 1997 года Временная Ирландская республиканская армия объявила о перемирии. 10 октября 1997 года в ирландском графстве Донегол, в местечке Фалкарра состоялся генеральный съезд руководства Временной ИРА. Член Исполнительного совета Временной ИРА (12 человек) и Главный квартирмейстер ИРА Майкл Маккевитт осудил решение руководителей Временной ИРА о перемирии и призвал немедленно отказаться от данных ранее обещаний и прекратить участие в мирных переговорах. В поддержку позиции Майкла выступила его жена Бернадетт, также состоявшая в Исполнительном совете. В ответ на это обоих отстранили от дальнейшей деятельности, а их почти никто не поддержал. Съезд подтвердил дальнейшую приверженность Временной ИРА стремлению к мирным переговорам, и 26 октября в знак протеста Маккевитты ушли из Исполнительного совета.
В ноябре 1997 года на ферме в Олдкасле (графство Мит) Маккевитт основал вместе с группой лиц, не принимавших позицию Временной ИРА и настаивавших на продолжении вооружённой борьбы, новую организацию, которая носила название «Добровольцы Ирландии» (ирл. Óglaigh na hÉireann). В состав организации вошли члены Временной ИРА из Дерри и убеждённые республиканцы из Южного Арма, из Дублина и Белфаста, из графств Лимерик, Типперэри, Лаут, Тирон, Монахан и Керри. Название «Подлинная ИРА» появилось в начале 1998 году, когда в Джонсборо на дороге были установлены баррикады, на которых республиканцы стали выкрикивать «Мы из ИРА, из Подлинной ИРА!» (англ. We're from the IRA. The real IRA!).

## Цели
Цель Подлинной ИРА — путём применения силы добиться полного прекращения британского суверенитета над территорией Северной Ирландии. Она считает незаконными принципы Митчелла и Белфастское соглашение, которые нанесли такой же ущерб ирландскому народу, как и заключённый в 1921 году Англо-ирландский договор — все они закрепляют законом разделение острова Ирландии. Подлинная ИРА выступает за бескомпромиссную борьбу за идеалы ирландского республиканизма и считает своими противниками всех, кто не придерживается стремлений к объединению Ирландии и её независимости от Великобритании.
Бернадетт Маккевитт, которая приходится сестрой Бобби Сэндсу и является лидером Движения за суверенитет 32 графств, говорила, что её брат «умирал не за то, чтобы существовали какие-то пограничные органы исполнительной власти или чтобы ирландские националисты оставались британскими подданными в пределах Северной Ирландии». Для достижения своих целей Подлинная ИРА применяла тактику взрывов в центрах городов, чтобы разрушить экономику и инфраструктуру Северной Ирландии. Организация совершала вооружённые нападения на представителей спецслужб, устанавливая наземные мины, минируя автомобили, обстреливая военные объекты и поджигая дома в Англии, чтобы сеять террор и панику среди сторонников британской позиции.

## Вооружённые выступления

### Начало
7 января 1998 года в Бэнбридже (графство Даун) боевиками Подлинной ИРА была совершена первая попытка теракта. Автомобильная бомба мощностью 135 кг в тротиловом эквиваленте, заложенная боевиками, была вовремя обезврежена сапёрами. В конце февраля прогремели первые взрывы, причастность «подлинных» к которым была доказана, в Мойре (графство Даун) и Портадауне (графство Арма). 9 мая в анонимном телефонном звонке в одно из белфастских изданий организаторы заявили, что взяли на себя ответственность за обстрел из миномётов полицейского участка в Беллике (графство Фермана).
В дальнейшем «подлинные» провели серию нападений на Ньютаунхэмилтон и Ньюри. 1 августа 1998 года в Бэнбридже заложенная ими в автомобиль бомба мощностью 226 кг тротила взорвалась и покалечила 35 человек, нанеся урон на 3,5 млн фунтов стерлингов. Сама организация была всё ещё нестабильной, поскольку в её составе было очень много информаторов полиции: в первой половине 1998 года полиция Ирландии арестовала огромное количество членов ИРА и ликвидировала ещё некоторое число боевиков ИРА. Одним из первых погибших был Ронан Маклохлинн, уроженец графства Дублин, который был застрелен полицией Ирландии в графстве Уиклоу при ограблении бронированного фургона и попытке скрыться с места преступления.

### Теракт в Оме
15 августа 1998 боевики Подлинной ИРА оставили заминированную машину с самодельным взрывным устройством мощностью 226 кг в тротиловом эквиваленте в центре города Ома (графство Тирон). Они планировали подогнать автомобиль к зданию суда, однако не смогли найти свободного места и поставили машину примерно в 400 м от планируемого места взрыва. Вследствие этого трижды в полицию поступали телефонные звонки с сообщениями о заложенной бомбе около здания суда, и Королевская полиция Ольстера оцепила здание, вынудив толпу отойти ближе к истинной точке закладывания бомбы. В результате прогремевшего взрыва погибло 29 человек и 220 было ранено. Этот теракт стал крупнейшим в истории конфликта в Северной Ирландии. Масштабы теракта потрясли мир, и ирландские и британские политики срочно начали вводить новые меры с целью полного уничтожения ирландских радикалов.
18 августа 1998 года руководство Подлинной ИРА принесло извинения родственникам погибших и пострадавших, сказав, что три раза за 40 минут до взрыва отправляло предупреждения полиции о заложенных бомбах. Тем не менее, госсекретарь Северной Ирландии Мо Моулэм назвала извинения «жалкими», а представители Временной ИРА организовали «визиты» в дома более 60 человек, состоявших в Подлинной ИРА, и под угрозой расправы потребовали от своих идеологических противников немедленно прекратить террористическую деятельность. После теракта в Ома семью Маккевиттов как руководителей Подлинной ИРА выдворили из их собственного дома, а 8 сентября руководство «подлинных» объявило о перемирии.

### Перемирие
В связи с объявлением о режиме прекращения огня в рядах Подлинной ИРА начались перемены. В конце октября было избрано новое руководство, которое начало обсуждать планы. В конце декабря представитель правительства Ирландии Мартин Мансерг встретился в Дандолке с Маккевиттом и попытался убедить его распустить организацию, однако Маккевитт отказался из-за страха за своих подчинённых, которые не смогут оказать сопротивление в случае вооружённых нападений «временных». В 1999 году началась подготовка к новой акции, и в мае того же года три человека отправились в хорватский Сплит, чтобы закупить оружие и перевезти его в Ирландию. 20 октября полиция Ирландии обнаружила учебный лагерь подлинной ИРА в графстве Мит около города Стамаллин и арестовала 10 человек.
В ходе обыска в лагере полиция обнаружила винный погреб, который использовался в качестве убежища, и стрельбище. Среди конфискованных образцов оружия были автоматы, пистолет-пулемёты, самозарядные пистолеты и даже гранатомёты РПГ-18. Хотя «временные» с 1972 года применяли гранатомёты РПГ-7 и похожие модели, гранатомёты РПГ-18 полиция не обнаруживала.

### Конец перемирия
20 января 2000 года в газете The Irish News был опубликован призыв Подлинной Ирландской республиканской армии возобновить вооружённую борьбу и перестать выражать поддержку кабинету министров Северной Ирландии:

И снова Добровольцы Ирландии объявляют о праве ирландского народа владеть Ирландией. Призываем всех добровольцев, верных Ирландской Республике, объединиться с целью восстановления Республики и учреждения постоянного национального парламента, представляющего интересы всего народа.
Оригинальный текст (англ.)Once again, Óglaigh na hÉireann declares the right of the Irish people to the ownership of Ireland. We call on all volunteers loyal to the Irish Republic to unite to uphold the Republic and establish a permanent national parliament representative of all the people.

25 февраля в Бэлликелли (графство Лондондерри) была совершена попытка теракта в казармах Шеклтон: теракт не случился только потому, что злоумышленники неправильно собрали взрывное устройство, которое не сработало (в случае его срабатывания, по словам солдат, число жертв было бы громадным). 29 февраля у военной базы в Данганноне был обнаружен гранатомёт, похожий на РПГ-18, а 15 марта трое человек были арестованы Королевской полицией Ольстера в Хиллсборо (графство Тирон), у которых конфисковали 226 кг взрывчатки. 6 апреля в Дерри в казармах Эбрингтон прогремел взрыв: боевики планировали разместить несколько самодельных взрывных устройств вокруг колючей проволоки, соединённых канатом, однако одна из бомб неожиданно взорвалась, разрушив часть ограды и пустую сторожку.

#### Теракты в Англии
В связи с последствиями теракта в Оме руководство Подлинной ИРА решило не продолжать свою кампанию в Северной Ирландии, чтобы избежать жертв среди гражданских, а перенести свои действия в Лондон, чтобы убедить разочаровавшихся членов Временной ИРА перейти на их сторону. 1 июня 2000 года прогремел взрыв на Хаммерсмитском мосту, который был избран символической мишенью ирландскими республиканцами ещё давно (в прошлом на мосту взрывы гремели 29 марта 1939 года и 24 апреля 1996 года).
19 июля на железнодорожной станции Илинг-Бродвей была обнаружена заложенная ирландцами бомба, для обезвреживания которой выехали сапёры. На время операции Столичная полиция Лондона вынуждена была ограничить доступ посторонних лиц к станции и заставила приостановить работу железнодорожных станций Виктория и Паддингтон, а также временно прекратить работу лондонского метро. 21 сентября был произведён обстрел из РПГ-22 штаб-квартиры MI6, и новость об этом попала на первые полосы мировых газет, а также стала центральной во многих теле- и радиовыпусках новостей. В ноябре 2000 года в центральном Лондоне полиция сумела предотвратить серию терактов, изъяв порядка 226,7 кг взрывчатых веществ (примерно такой же мощности была бомба, взорванная в Ома).
21 февраля 2001 года на базе Шепердс-Буш сработало вмонтированное в фонарь взрывное устройство, в результате взрыва 14-летний кадет лишился руки и ослеп. 4 марта того же года прогремел взрыв в телецентре Би-би-си, в результате которого пострадал один человек. Взрыв попал на запись видеокамеры оператора BBC, и эти кадры вскоре обошли весь мир. 14 апреля в почтовом отделении в Хендоне на складе взорвалась ещё одна бомба, нанеся небольшой ущерб помещению, а 6 мая, через три недели, ещё один взрыв задел одного из прохожих. 3 августа в Илинге в результате взрыва пострадали семь человек, а 3 ноября в Бирмингеме чуть не взорвалась заминированная машина.

#### Возобновление деятельности в Северной Ирландии
Взрыв на Хаммерсмитском мосту вынудил руководство ПИРА возобновить свою деятельность в Северной Ирландии, и уже 19 июня 2000 года полиция Северной Ирландии обнаружила взрывное устройство в замке Хиллсборо, резиденции Секретаря Северной Ирландии Питера Мэнделсона. 30 июня около деревни Мэй в графстве Арма прогремел взрыв на железной дороге Дублин — Белфаст, и разрушения участка вынудили приостановить железнодорожное сообщение между городами на время. 9 июля взрыв заминированного автомобиля привёл к частичным разрушениям зданий в Стьюартстауне (графство Тирон), в том числе участка Королевской полиции Ольстера. 10 августа в Дерри у полицейского участка чуть не взлетел на воздух грузовик со взрывчаткой мощностью более 220 кг в тротиловом эквиваленте, который отказался останавливаться у КПП, однако бомба не сработала. Погоня продолжалась до границы с Республикой Ирландия: автомобиль обнаружили в графстве Донегол, и сапёры ирландской армии обезвредили бомбу, произведя контролируемый взрыв.
13 сентября 2000 года две бомбы мощностью по 36 кг тротила каждая были установлены на военной базе Маджиллиган в Лондондерри: одну бомбу спрятали в деревянной хижине, и она частично сработала, когда солдат открыл дверь хижины. Вторую бомбу британцам удалось обезвредить. 11 ноября Королевская полиция Ольстера и Британская армия перехватили фургон у Деррилина (графство Фермана) и сорвали обстрел военных объектов повстанцами ПИРА из миномётов, а 13 января 2001 года бомбу мощностью почти 500 кг в тротиловом эквиваленте обнаружили полицейские в графстве Арма — это было мощнейшее взрывное устройство, обнаруженное полицией Ольстера за последние несколько лет.
23 января в Дерри ПИРА совершила очередное нападение, обстреляв из миномётов казармы Эбрингтон, окружённые колючей проволокой. 13 февраля у Ньютаунканнингема полиция Ирландии обнаружила миномёт, схожий с тем, что использовался при обстреле в Эбрингтоне, а 12 апреля на дороге между Данганноном и Кэррикмором британские военные обнаружили ещё один заряженный миномёт. 1 августа на парковке аэропорта Белфаста была обнаружена заминированная машина со взрывным устройством мощностью около 20 кг тротила после того, как поступил анонимный телефонный звонок. Сапёры произвели два контролируемых взрыва, обезвредив бомбу. В декабре под железной дорогой на мосту Киллен около Ньюри была обнаружена и обезврежена ещё одна бомба мощностью 31,5 кг после шестидневных поисков, которые велись после того, как в полицию поступило телефонное предупреждение о бомбе на мосту, из-за чего железнодорожное сообщение между Ньюри и Дандолком было временно закрыто.
3 января 2002 года в доме офицера полиции в Анналонге была обнаружена трубчатая бомба. 2 марта в графстве Арма взорвалась спрятанная под дорожным конусом бомба, пострадали двое мальчиков. 29 марта ПИРА предприняла ещё одну попытку нападения, заминировав автомобиль бывшего солдата Королевского ирландского полка, однако машина лишь по случайности не взлетела на воздух. 1 августа того же года 51-летний гражданский, бывший солдат Ольстерского оборонного полка, погиб в результате взрыва на базе Территориальных войск в Дерри и стал 13-й жертвой нападения «подлинного» крыла ИРА.

### Аресты
Несмотря на участившиеся провокации со стороны ИРА, многочисленные информаторы разрушали организацию изнутри и выдавали её лидеров. 29 марта 2001 года был арестован Маккевитт, которому предъявили обвинения в терроризме и членстве в запрещённой организации, поместив его под стражу. В июле того же года правительства Великобритании и Ирландии после волны арестов заявили о полном разгроме Подлинной ИРА. Среди представших перед судом были Начальник отдела операций Лиам Кэмпбелл, обвинённый в членстве в запрещённой организации, и Колин Мёрфи, которому пытались инкриминировать причастность к теракту в Оме, но позже сняли это обвинение.
10 апреля 2002 года житель Донамида Рури Конви получил три года тюрьмы за сотрудничество с «подлинными»: во время обыска в его доме обнаружили список с именами и адресами сотрудников отряда быстрого реагирования полиции Ирландии. Ещё пять человек были признаны виновными в организации терактов в Англии в 2001 году и получили сроки от 16 до 22 лет лишения свободы. В октябре 2002 года в тюрьме Порт-Лиише находившиеся под стражей члены ПИРА (в том числе Маккевитт) призвали соратников прекратить свою деятельность, а в августе 2003 года после двухмесячного судебного следствия Маккевитта приговорили к 20 годам лишения свободы за террористическую деятельность.

### 2002—2007
После того, как Майкл Маккевитт отправился в тюрьму, Подлинная ИРА перегруппировалась, однако, согласно интервью 2003 года в газете An Phoblacht, никакой выработанной стратегии у повстанцев не было. В ноябре 2004 года организация взяла на себя ответственность за поджоги домов в Белфасте, а в марте 2006 года Независимой комиссией по мониторингу была подтверждена причастность «подлинных» к нападению на патруль полиции Северной Ирландии в Баллимене. 9 августа 2006 года в Ньюри (графство Даун) прогремела серия взрывов: были разрушены помещения, принадлежавшие компаниям JJB Sports и Carpetright, серьёзный ущерб был нанесён зданиям, владельцами которых были компании MFI и TK Maxx. 27 октября в Килбранише на горе Ленстер (графство Карлоу, Ирландия) был обнаружен огромный тайник со взрывчаткой, принадлежавший повстанцам ИРА: полиция заподозрила, что боевики планировали совершить теракт во время процесса мирных переговоров. 4 декабря в Крэйгэвоне был обстрелян из миномётов полицейский участок, обстрел списали на деятельность ИРА. 12-й отчёт Независимой комиссии по мониторингу от октября 2006 года гласил, что Подлинная ИРА всё ещё оставалась опасной силой и могла закрепить свой статус террористической организации. Представители Подлинной ИРА настаивали, что не прекратят свои действия, пока британцы не выведут свои войска из Северной Ирландии и не откажутся от контроля над этой территорией. В декабре 2006 года «подлинным» инкриминировали убийство наркоторговца Мартина «Марло» Хайленда, который был застрелен вместе с сантехником Энтони Кэмпбеллом в своём доме — причиной назвали вражду «подлинных» с преступной группировкой Хайленда.

### 2007—2011

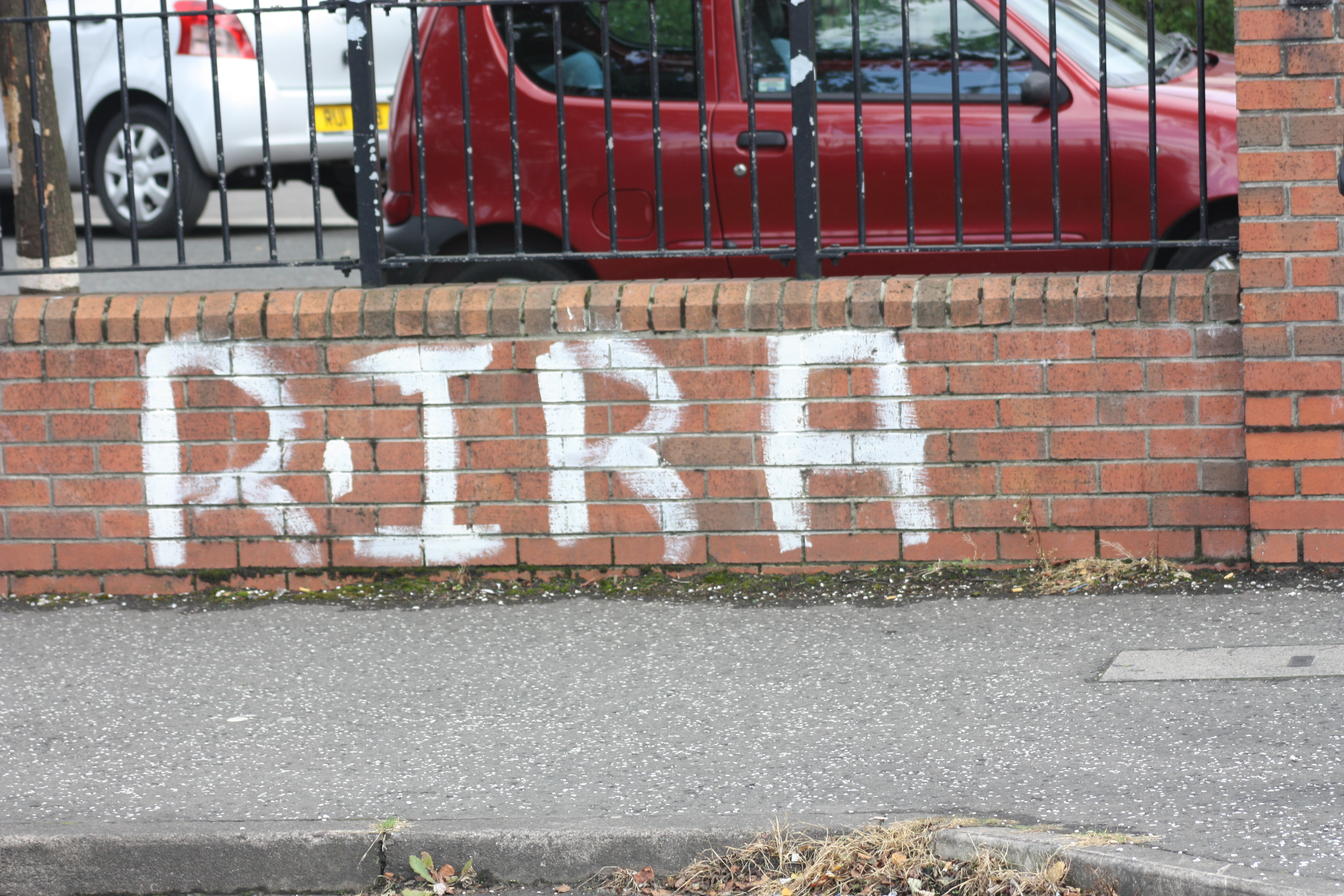
Граффити в поддержку Подлинной ИРА в Богсайде (Дерри)

8 ноября 2007 года в Дерри на Бишоп-стрит было совершено вооружённое нападение на полицейского боевиками ИРА, когда он садился в машину: пули задели лицо и руку офицера. 12 ноября в Данганноне (графство Тирон) было совершено покушение на ещё одного полицейского. 7 февраля 2008 года Подлинная ИРА сделала заявление о возвращении к активным действиям и поиске «законных целей», а также о своей непричастности к теракту 1998 года в Оме. 12 мая в графстве Тирон в Спамаунте ещё одна заложенная повстанцами бомба взорвалась в машине, был тяжело ранен полицейский. 25 сентября на окраине Дерри в Сент-Джонстоне был ранен выстрелом в шею человек, а ровно через месяц в его доме прогремел взрыв. Повстанцы отрицали свою причастность к обоим инцидентам в Сент-Джонстоне, хотя спецслужбы утверждали обратное.
7 марта 2009 года около казарм Мэссерин было совершено вооружённое нападение на солдат Британской армии, которые ожидали курьера с пиццей. В результате перестрелки двое солдат погибли, ещё двое солдат и двое гражданских были ранены; ответственность за нападение взяла на себя Подлинная ИРА. 3 апреля в Дерри 37-летний Кит Бёрнсайд, обвинявшийся в изнасиловании 15-летней девочки, получил два ранения в ноги, и ответственность за нападение также взяли на себя члены ПИРА. ПИРА обвинили в участии в массовых беспорядках в Белфасте 13 июля 2009 года во время Марша Подмастерий Дерри, в ходе которого были слышны выстрелы и пострадали несколько полицейских. В начале ноября 2009 года Независимая комиссия по мониторингу заявила, что Подлинная ИРА стала самой серьёзной угрозой стабильности в регионе со времён Белфастского соглашения.
В сентябре 2010 года в адрес «подлинных» были выдвинуты обвинения в убийстве наркоторговца Шона Винтерса в Портмарноке, а 5 октября повстанцами в Дерри был совершён ещё один теракт: на Калмор-роуд рядом со зданием Ulster Bank взорвалась машина. Двое полицейских получили лёгкие ранения, здания гостиницы и нескольких предприятий были повреждены. За час до теракта в полицию поступили несколько телефонных предупреждений о заложенной бомбе, а о причастности «подлинных» к теракту стало известно после звонка в редакцию Derry Journal. Члены ПИРА предупредили, что могут предпринять нападение на любой британский банк в будущем. В октябре в Данлире (графство Лаут) полиция Ирландии после обыска на выходных обнаружила тайник с оружием и взрывчаткой, что привело к волне арестов на востоке страны. Специальный уголовный суд признал виновными двух человек в сотрудничестве с Подлинной ИРА, а сама организация взяла на себя ответственность за убийство одного из своих членов, Кирана Дохерти, обвинявшегося в сбыте наркотиков. В сентябре 2011 года в Кулоке повстанцами ИРА был убит главарь банды наркоторговцев Майкл Келли.
В 2011 году Майкл Кэмпбелл, брат Лиама Кэмпбелла, который был арестован в Вильнюсе при попытке сбыть партию оружия и взрывчатки, был приговорён Вильнюсским судом к 12 годам лишения свободы, но после апелляции 2 октября 2013 года был оправдан. Верховный суд Литвы в июне 2014 года начал повторное рассмотрение дела, но Майкл, вернувшийся к тому моменту в Ирландию, на слушания не явился и обвинил британские спецслужбы в давлении на судей. Лиам Кэмпбелл, которого также обвиняли в организации теракта в Оме, подлежал наравне с Майклом экстрадиции, однако всячески возражал против этого, обвиняя Литву в нарушении Статьи 3 Конвенции о защите прав человека и основных свобод, запрещающей пытки. В 2017 году Высокий суд Белфаста признал жалобы Кэмпбелла законным и отменил решение об экстрадиции, однако на территории Республики Ирландия Кэмпбелл всё же был арестован.

### 2012—2017: становление Новой Ирландской республиканской армии

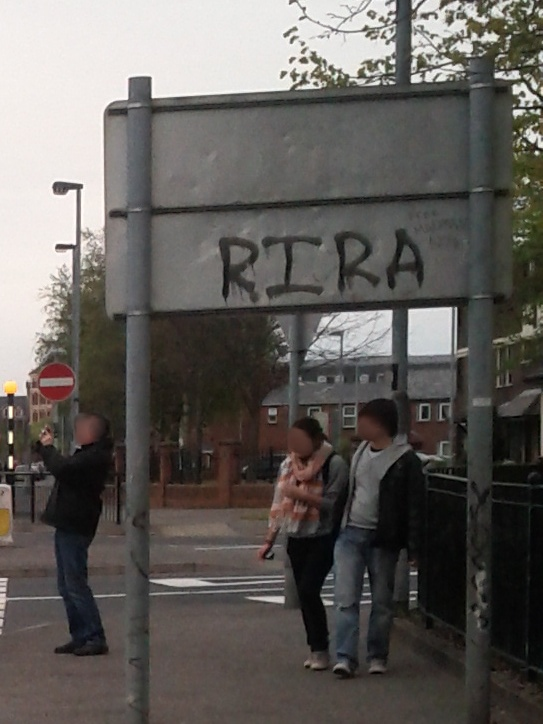
Граффити в поддержку Подлинной ИРА на дорожном знаке в Дерри, 2012

26 июля 2012 года Республиканское действие против наркотиков и ещё ряд республиканских военизированных организаций объявили о том, что войдут в состав Подлинной Ирландской республиканской армии. Хотя группировка утверждала о том, что её наименование не изменится, журналисты стали её называть «Новой Ирландской республиканской армией». В альянс вошли Восточно-Тиронская группировка, которую подозревают в убийстве североирландского полицейского Ронана Керра в 2011 году, и Белфастская группировка, которая в 2010 году совершила покушение на офицера полиции Питера Хеффрона. Переходная Ирландская республиканская армия и отколовшаяся от «подлинных» организация «Сыны Ирландии» остались независимыми. Полиция предположила, что в «Новой ИРА» насчитывается от 250 до 300 вооружённых активистов, которых успешно скрывают соратники. В ноябре 2012 года группировка взяла на себя ответственность за убийство офицера тюремной службы в Лургане — впервые с 1993 года был убит сотрудник тюремной охраны.
3 сентября 2012 года в Дублине был убит деятель Подлинной ИРА Алан Райан: по мнению полиции Ирландии, Райана застрелил деятель одной из преступных группировок, у которых покойный вымогал деньги. В ноябре 2012 года был застрелен кандидат на должность Райана в иерархии «подлинных» и ранен его заместитель, покушение списали на руководителей северной части республиканского подполья. В марте 2013 года был убит ещё один деятелей «подлинных», Питер Баттерфляй из Данлира; по обвинению в убийстве Баттерфляя и терроризме задержали трёх дублинцев из окружения Райана. В июне 2013 года полицией Ирландии были арестованы ещё восемь человек, у которых конфисковали огромные запасы семтекса, которые планировалось использовать для изготовления взрывчатки и осуществления терактов в Дублине. В октябре того же года в Северном Белфасте был убит наркоторговец, поставлявший кокаин в страну, и ответственность за убийство взяли на себя «новые». В 2012—2013 годах полицией Ирландии было конфисковано большое количество оружия и взрывчатки, в том числе и уникальные образцы: от переделанных в самозарядные Uzi с деревянным прикладом до золотых револьверов Smith & Wesson.
В феврале 2014 года на призывные пункты Британской армии в Юго-Восточной Англии были доставлены семь посылок с бомбами: впервые с 2001 года ирландские националисты предприняли попытку теракта в Великобритании. Через месяц в Белфасте взлетел на воздух внедорожник североирландской полиции: хотя жертв не было, была поцарапана осколками машина гражданского лица, а ответственность на себя взяли «подлинные». В ноябре в Дерри из миномёта «прямой наводкой» был подбит бронированный джип полиции, а в Белфасте самодельный снаряд для РПГ взорвался при попадании в ещё один внедорожник полиции.
В Дерри с апреля по май 2015 года прогремели ещё два взрыва в офисе Совета апробации и на базе резерва Британской армии, но взрывные устройства сработали частично. В мае были арестованы четыре человека (в том числе сообщник Майкла Маккевитта), у которых конфисковали взрывчатку. В августе недалеко от Холивуда, около Дворцовых казарм, которые являются штабом MI5 в Северной Ирландии, взлетел на воздух заминированный автомобиль: ударной волной и осколками были повреждены стоявшие рядом автомобили и гаражи. Ещё трое человек на Хэллоуин были арестованы по обвинению в терроризме и угрозе убийства с применением огнестрельного оружия. В конце ноября в Белфасте автомобиль североирландской полиции обстреляли неизвестные из автоматов Калашникова, на Рождество очередной подобный инцидент завершился арестом нападавшего. В Западном Белфасте 27 ноября республиканцы совершили вооружённое нападение на полицейских, однако поскольку сотрудники полиции были в бронежилетах и шлемах, никто не пострадал.
4 марта 2016 года в Восточном Белфасте на Хиллсборо-драйв на воздух взлетел заминированный фургон; с ранениями был госпитализирован 52-летний офицер полиции. Новая ИРА взяла на себя ответственность за теракт, заявив, что пострадавший был инструктором в тюрьме Магаберри и обучал полицейских, которые жестоко обращались с сидящими в тюрьме ирландскими националистами. В апреле в отношении повстанцев завели ещё ряд дел: полиция Ирландии изъяла у нескольких человек сумму в 10 тысяч евро и допросила их на предмет обнаружения в Дублине нескольких взрывных устройств, а арестованные заявили, что хотели отомстить за гибель Винсента Райана, брата убитого в 2012 году Алана Райана. Ещё нескольких человек обвинили в убийстве Ардойне и покушении на убийство в Дерри. 25 апреля в Западном Дублине был застрелен боевик Майкл Барр, который, по мнению полиции Ирландии, предоставлял убежище членам банды Кинахэн после нападения на Regency Hotel; на его похоронах были арестованы 15 человек. 10 мая по Белфасту прокатилась волна перестрелок в католическом квартале: погиб один человек, ранены двое, а 16 мая полиция обнаружила около Ларна (графство Антрим) в лесу Капана тайник республиканцев с большими запасами взрывчатки и оружия.
В июне 2016 года было установлено, что к северу от Дублина отряд из пяти наёмных убийц Подлинной ИРА начал охоту за двумя бандитами в знак мести за убитого соратника. Сообщалось, что все пятеро караулили своих жертв круглосуточно и искали свои мишени на улицах. В сентябре того же года близкий друг Алана Райана, арестованный во время Стамалленского рейда (при попытке сбежать из автобуса), был приговорён к 9 годам лишения свободы за незаконное хранение пистолета-пулемёта и боеприпасов. 7 декабря 2016 года в Корке около 17:00 бывший начальник штаба Южного командования Подлинной ИРА Эйдан «Зверь» О’Дрисколл был убит двумя неизвестными: в июне 2013 года на него уже совершали покушение за «нереспубликанское поведение», вызванное частично отстранением от командования в 2012 году.
7 июня 2017 года полиция Ирландии обнаружила шесть килограммов взрывчатки типа «Семтекс», которых, согласно их наблюдениям, хватило бы для того, чтобы разрушить целую улицу. 1 сентября североирландские полицейские сообщили, что у «подлинных» на вооружении оказалась новая бомба, а в декабре MI5 признало группировку наиболее опасной из всех террористических группировок, орудовавших в Европе на тот момент: с целью сдерживания натиска ИРА полиции и спецслужбам пришлось провести около 250 операций.

### Деятельность с 2018 года
По состоянию на 2018 год Подлинная ИРА оставалась активной группировкой, не собиравшейся объявлять перемирие; в то время как отколовшееся от неё движение «Добровольцы Ирландии» (ирл. Óglaigh na hÉireann) в январе 2018 года объявило о прекращении огня и своём расформировании. За время вражды (с 2009 по 2018 годы) обе группировки понесли потери, которые усугублялись полицейскими операциями, а нехватка вооружения и большое количество неопытных членов не позволяли им провести какую-то серьёзную акцию. В июле 2018 года «подлинные» взяли на себя ответственность за нападение на полицейских во время беспорядков в Дерри. 19 января 2019 года в Лондондерри у здания суда на Бишоп-стрит, где чаще всего рассматривались уголовные дела, связанные с деятельностью Новой ИРА, взорвался автомобиль; четверо человек были задержаны. В феврале в Дерри были застрелены двое человек, что списали на вооружённое нападение Новой ИРА.
5 марта 2019 года около 12:00 поступили сообщения об обнаружении сумок со взрывными устройствами на железнодорожной станции Лондон-Ватерлоо и в аэропортах Лондон-Сити и Хитроу. В полиции предположили о причастности Новой ИРА к подобным действиям. В тот же день ещё одну бомбу, спрятанную в бандероли, обнаружили в подсобке здания Университета Глазго около 11:40, вследствие чего пришлось эвакуировать западный корпус университета. Бомбу успешно обезвредили, никто не пострадал, однако подозрения по поводу причастности ИРА только усилились. 22 марта была обнаружена ещё одна бомба в почтовом отделении ирландского Лимерика: посылку с бомбой намеревались отправить в Лондон и разместить на вокзале Чаринг-Кросс.
18 апреля 2019 года в квартале Крегган города Керри после того, как полицейская служба Северной Ирландии начала рейд в поисках тайников, разгорелись беспорядки, которые обернулись стрельбой и трагедией: смертельное пулевое ранение в голову получила журналистка Лира Макки. В беспорядках и гибели журналистки обвинили Новую ИРА: представители организации признали вину в убийстве по неосторожности и принесли соболезнования родственникам и друзьям погибшей, объяснив, что не намеревались стрелять в гражданских. В очередную годовщину Пасхального восстания многие республиканские организации, начиная от Шинн Фейн и заканчивая Эйриги, призвали немедленно прекратить вооружённые столкновения, в то время как другие (Движение за суверенитет 32 графств) ограничились просто осуждением нападения, но не призывали прекратить вооружённую борьбу. В связи с гибелью Лиры Макки Ирландская республиканская социалистическая партия отменила памятные мероприятия, связанные с Пасхальным восстанием. В Дерри все настенные росписи (в том числе в уголке свободного Дерри были украшены подписями и призывами помнить о смерти Лиры Макки и прекратить насилие.
7 июня 2019 года Новая ИРА взяла на себя ответственность за установку взрывного устройства в автомобиль сотрудника полиции, совершённую 1 июня в гольф-клубе в Восточном Белфасте. Было возбуждено уголовное дело по факту.

## Структура и статус
Структура Подлинной ИРА схожа со структурой Временной ИРА: во главе стоит Военный совет ИРА, состоящий из семи человек. В совет входят начальник штаба, главный квартирмейстер, начальник учебного отдела, начальник отдела операций, начальник отдела финансов, начальник отдела связей с общественностью и адъютант-генерал. Основной боевой единицей является отряд активной службы. В Подлинной Ирландской республиканской армии действует система ячеек, которая помогает бороться против информаторов и шпионов. В июне 2005 года, согласно словам Министра правосудия, равенства и законодательных реформ Ирландии Майкла Макдауэлла, в составе Подлинной ИРА было около 150 человек.
Политическим крылом Подлинной ИРА считается Движение за суверенитет 32 графств под руководством Фрэнсиса Маккея. «Подлинные» отрицают свои связи с Переходной Ирландской республиканской армией, отколовшейся от «временных» в 1986 году, хотя на региональном уровне обе группировки сотрудничали. «Временные» считаются идеологическими противниками «подлинных», вследствие чего и те, и другие ведут необъявленную войну друг против друга, переходя часто от угроз к насилию. Так, в октябре 2000 года белфастский член «подлинных» Джо О’Коннор, согласно заявлениям его семьи и члена Движения за суверенитет 32 графств Мэриан Прайс, был застрелен кем-то из «временных».
Все организации, которые называют себя Ирландской республиканской армией (в том числе Подлинная ИРА), признаны преступными по законам Великобритании (Акт о терроризме 2000 года) и Ирландии (статья 18 Акта о преступлениях против государства 1939 года), а за сотрудничество с таковыми грозит до 10 лет тюрьмы по законам Великобритании. С 2001 года Подлинная ИРА признаётся Госдепом США как «иностранная террористическая организация», оказание материальной помощи которой является уголовно наказуемым преступлением. Все лица, сотрудничающие с Подлинной ИРА, лишаются американских виз, а счета на их имена в банках США замораживаются.

## Снабжение

### Финансы
В 2014 году журнал Forbes опубликовал информацию о том, что в год Подлинная Ирландская республиканская армия получает выручку до 50 миллионов долларов США. Согласно информации, поступившей от североирландской полиции, основными источниками доходов ИРА являются нелегальные операции с топливом и контрабанда разных товаров: по объёму доходов «подлинные» заняли 9-е место среди террористических группировок мира. Значительная часть доходов приходится на контрабанду сигарет, хотя вопреки антитеррористическому законодательству, средства поступают и от иностранных граждан, сочувствующих ирландским националистам.

### Вооружение
Первоначально «подлинные» стараниями Маккевитта и нескольких человек заполучили доступ к оружейным тайникам и складам Временной ИРА. В распоряжении «подлинных» оказались пластиковая взрывчатка типа «Семтекс», пистолеты-пулемёты семейства Uzi, автоматы АК и АК-74, различные пистолеты и гладкоствольные ружья, детонаторы и таймеры для самодельных взрывных устройств. Когда из высших эшелонов Временной ИРА на сторону Подлинной ИРА перешли ещё несколько человек, повстанцы получили возможность собирать самодельные взрывные устройства и самодельные миномёты без необходимости грабить склады. Они могли обстреливать военные объекты из самодельных миномётов типа Mk 15, которые выпускали снаряды с мощностью взрыва 90 кг в тротиловом эквиваленте.
В 1999 году ирландцам стали поставлять оружие из Хорватии: взрывчатку типа TM500, пистолеты-пулемёты Sa vz. 23, различные варианты АК со складными металлическими прикладами, гранатомёты РПГ-18 и РПГ-22. В июле 2000 года полиция Хорватии пресекла подобные поставки, изъяв семь гранатомётов РПГ-18, большую партию автоматов АК, патронов разного калибра, детонаторов и 20 зарядов TM500. В 2001 году трое членов «подлинных» отправились в Словакию с целью приобретения оружия, однако MI5 арестовала всех троих при попытке закупки большой партии вооружения — в заказ вошли 5 т взрывчатки, 2 тысячи детонаторов, 500 пистолетов, 200 гранатомётов, несколько ПТРК и снайперских винтовок. Все трое человек, выходцы из графства Лаут, были депортированы в Великобританию, признаны виновными в преступном сговоре с целью осуществления терактов и приговорены к 30 годам лишения свободы каждый.
В июне 2006 года североирландская полиция совместно с MI5 провела ещё одну операцию, не позволив «подлинным» нелегальным путём ввезти из Франции взрывчатку типов «Семтекс» и C4, серию ракет типа «земля-воздух» SA-7, а также партию автоматов Калашникова, гранатомётов, станковых пулемётов, снайперских винтовок, пистолетов с глушителями, ПТРК и детонаторов. Суд Белфаста признал двоих виновными 30 июня 2010 года, 1 октября того же года один подсудимый получил 20 лет тюрьмы за попытку контрабанды оружия и взрывчатки, а второй — 4 года тюрьмы за приобретение имущества в Португалии с целью помощи террористам.